# Брэдбери, Стивен
Сти́вен Джон Брэ́дбери (англ. Steven John Bradbury; 14 октября 1973, округ Камден, г. Сидней, Новый Южный Уэльс) — австралийский конькобежец, шорт-трекист; чемпион мира 1991 года и олимпийский чемпион 2002 года. Первый в истории Австралии чемпион зимних Олимпийских игр. Прославился тем, что на Олимпиаде-2002 года выиграл золотую медаль преимущественно за счёт грубых ошибок соперников. Обстоятельства, при которых была завоёвана эта медаль, являются настолько необычными, что в австралийском варианте английского языка появилось специальное выражение англ. doing a Bradbury (букв. «сделать как Брэдбери»), означающее «достигнуть успеха, не предпринимая для этого усилий».

## Спортивная карьера
В 3 года Стивен стал на коньки по инициативе отца, чемпиона Австралии по конькобежному спорту. Как и многие его сверстники, он мечтал о крикете, футболе, регби. В возрасте 10 лет начал по-настоящему заниматься конькобежным спортом. Он переехал в Брисбен, каток в городе в начале 80-х был всего один, поэтому приходилось тренироваться в определённые дни и часы. Первую свою медаль он выиграл в 13 лет на чемпионате Австралии среди мальчиков этого возраста, где занял 3-е место. В 17 лет Брэдбери вошёл в состав сборной Австралии по шорт-треку и вместе с командой выиграл чемпионат мира 1991 года в эстафете 5000 метров. Был отобран в состав команды на олимпиаду в Альбервилле 1992 года, где сборная Австралии выбыла в полуфинале после столкновения при передаче эстафеты. В 1993 году команда на чемпионате мира заняла 2-е место. 
В 1994 году команда выиграла бронзовые медали на олимпиаде в Лиллехаммере. Это была первая медаль, завоёванная сборной Австралии на зимних Олимпийских играх. На дистанции 500 м Брэдбери стал последним в утешительном финале, заняв тем самым общее восьмое место, а на дистанции 1000 м не вышел в четвертьфинал, став третьим в своём предварительном забеге (по общей классификации 24-м). В том же году команда стала второй в эстафете на чемпионате мира.
В 1995 году на этапе Кубка мира в Монреале бедро Брэдбери было повреждено коньком итальянца Мирко Вюйермена при столкновении, после чего на бедро пришлось наложить 111 швов. Полтора года после этого спортсмен не мог тренироваться. 
На Олимпиаде 1998 года в Нагано Стивен Брэдбери выступил неудачно, не выйдя в четвертьфинал на дистанциях 500 м и 1000 м (19-е и 21-е место в общей классификации соответственно) и заняв 4-е место в утешительном финале эстафеты (восьмое в общей классификации). В 2000 году в Сиднее во время тренировки он врезался в бортик и сломал шею. Врачи предсказывали ему, что он никогда больше не сможет заниматься спортом.

### 2002 год
На зимних Олимпийских играх 2002 года в четвертьфинале забега на 1000 метров Брэдбери финишировал третьим (первые два участника выходили в полуфинал), однако дисквалификация канадца Марка Ганьона позволила ему выйти в полуфинал. Несмотря на то, что это была четвёртая олимпиада Брэдбери, он впервые продвинулся дальше предварительных забегов на дистанции 1000 м. В полуфинале он шёл на последнем месте, но на последнем круге «ушёл в стенку» идущий четвёртым, а на последнем повороте второй и третий столкнулись. Стивен Брэдбери занял второе место и вышел в финал. В финале он также шёл последним из пяти участников и к последнему кругу заметно отставал от лидеров. На финишной прямой все четыре его конкурента (Аполо Антон Оно, Ан Хён Су (Виктор Ан),  Сиахунь Ли и Матье Тюркотт) столкнулись и упали. Брэдбери медленно пересёк линию финиша, став первым в истории олимпийским чемпионом из Австралии (и вообще из южного полушария) на зимних Олимпийских играх. Позже на той же Олимпиаде золотую медаль во фристайле завоевала австралийка Алиса Кэмплин. Выступления Брэдбери на других дистанциях были менее удачными: на 500 м он не вышел в полуфинал, став 14-м в общей классификации, на 1500 м стал пятым в утешительном финале (общее 10-е место), а в эстафете команда заняла второе место в утешительном финале (общее 6-е).
За победу на Олимпиаде Брэдбери был в 2007 году награждён медалью ордена Австралии. В его честь была выпущена почтовая марка.

### После ухода из спорта
После Олимпийских игр 2002 года Стивен Брэдбери ушёл из спорта. Он комментировал соревнования по шорт-треку на зимних Олимпийских играх 2006 года в Турине.
Впоследствии он занялся автогонками. В 2007 году Брэдбери выступал в чемпионате Formula Vee Квинсленда, заняв два призовых места. В 2008 году было объявлено о его грядущем переходе в кузовную серию V8 Utes, но в первой гонке сезона 2009 года ни он, ни его команда не участвовали, и только в марте 2010 года он провёл свою первую и единственную автогонку в серии V8 Utes в Аделаиде.